# ISO 3166-2:UM
ISO 3166-2:UMはISOの3166-2規格のうち、UMで始まるものである。アメリカ合衆国に属する太平洋とカリブ海の小島や環礁をまとめた合衆国領有小離島の行政区分コードを意味する。
合衆国領有小離島はアメリカ合衆国政府による行政区分ではなくISOが便宜上の理由により設定した区分であり、ISO 3166-1(ISO 3166-1 alpha-2)ではUMを国コードとして割り振られている。ISO 3166-2:US（アメリカ合衆国の行政区分コード）では、エリア全域にUS-UMが割り当てられている。

## コード
| コード | 行政区画名         | 英語表記       | 分類 |
| ------ | ------------------ | -------------- | ---- |
| UM-81  | ベーカー島         | Baker Island   | 島   |
| UM-84  | ハウランド島       | Howland Island | 島   |
| UM-86  | ジャーヴィス島     | Jarvis Island  | 島   |
| UM-67  | ジョンストン島     | Johnston Atoll | 環礁 |
| UM-89  | キングマン・リーフ | Kingman Reef   | 環礁 |
| UM-71  | ミッドウェー島     | Midway Islands | 環礁 |
| UM-76  | ナヴァッサ島       | Navassa Island | 島   |
| UM-95  | パルミラ環礁       | Palmyra Atoll  | 環礁 |
| UM-79  | ウェーク島         | Wake Island    | 環礁 |